# Nick Blackman
Nicholas Alexander Blackman dit Nick Blackman, né le 11 novembre 1989 à Bury, est un footballeur international barbadien évoluant au poste d'attaquant au Maccabi Tel-Aviv.

## Parcours

### Débuts
Il rejoint Macclesfield Town et signe dès 2007 un contrat professionnel avec l'équipe première qui évolue alors en 4e division. Il y inscrit son premier et unique but avec le club contre Dagenham & Redbridge le 23 novembre 2007.
Le 12 janvier 2009 il s'engage avec le club de Premier League de Blackburn Rovers.
Afin de gagner du temps de jeu, il va faire l'objet de nombreux prêts. D'abord, dès le 4 mars 2009 il rejoint Blackpool alors en Championship et participe à cinq rencontres jusqu'à la fin de saison qui voit le club promu après les barrages de promotion.
Le 20 août 2009 il fait l'objet d'un nouveau prêt jusqu'en janvier 2010, cette fois au Oldham Athletic qui évolue en 3e division.

### L'année écossaise
L'année suivante, le 13 août 2010, il est encore prêté. Mais cette fois-ci il rallie la D1 écossaise et le fameux club de Motherwell pour une durée de six mois. Il s'impose rapidement comme un attaquant efficace puisqu'il marque 10 buts en 18 matchs.
À l'issue de son prêt, Craig Brown qui était son entraîneur à Motherwell et qui vient tout juste de rejoindre Aberdeen convainc Blackburn de se faire prêter le joueur une nouvelle fois le 13 janvier 2010 pour six nouveaux mois.
Il termine 10e meilleur buteur du Championnat d'Écosse 2010-2011 avec 12 réalisations, 10 avec Motherwell et 2 avec Aberdeen.

### Retour en Angleterre
Ses récentes performances lui permettent d'intégrer le groupe professionnel des Blackburn Rovers pour la saison 2011-2012.
Ainsi, le 13 août 2011 il joue son premier match de Premier League en faisant son entrée à la 84e minute de jeu face à Wolverhampton mais ne peut empêcher la défaite de son équipe.
Il est également titulaire en Coupe de la Ligue contre Leyton Orient le 20 septembre puis en quarts de finale face à Cardiff City.
Le 6 janvier 2016, il rejoint le Derby County FC. 
Le 15 août 2018, il est prêté au Sporting de Gijón.